# فاير إمبلم أوايكنينغ
يقظة شعار النار (اسمها باللغة اليابانية ファイアーエムブレム 覚醒 فايا إيموبوريمو: كاكوسي، وإسمها باللغة الإنغليزية Fire Emblem Awakening) هي لعبة فيديو مطورة وموزعة من قبل شركة إنتيليجنت سيستمز ونينتندو، نشرت في أبريل 2012 في اليابان ونشرت في فبراير 2013 في أمريكا الشمالية، وتعتبر هذه اللعبة النسخة ال13 لسلسلة ألعاب شعار النار.